# Löschwasserförderung über lange Wegstrecken

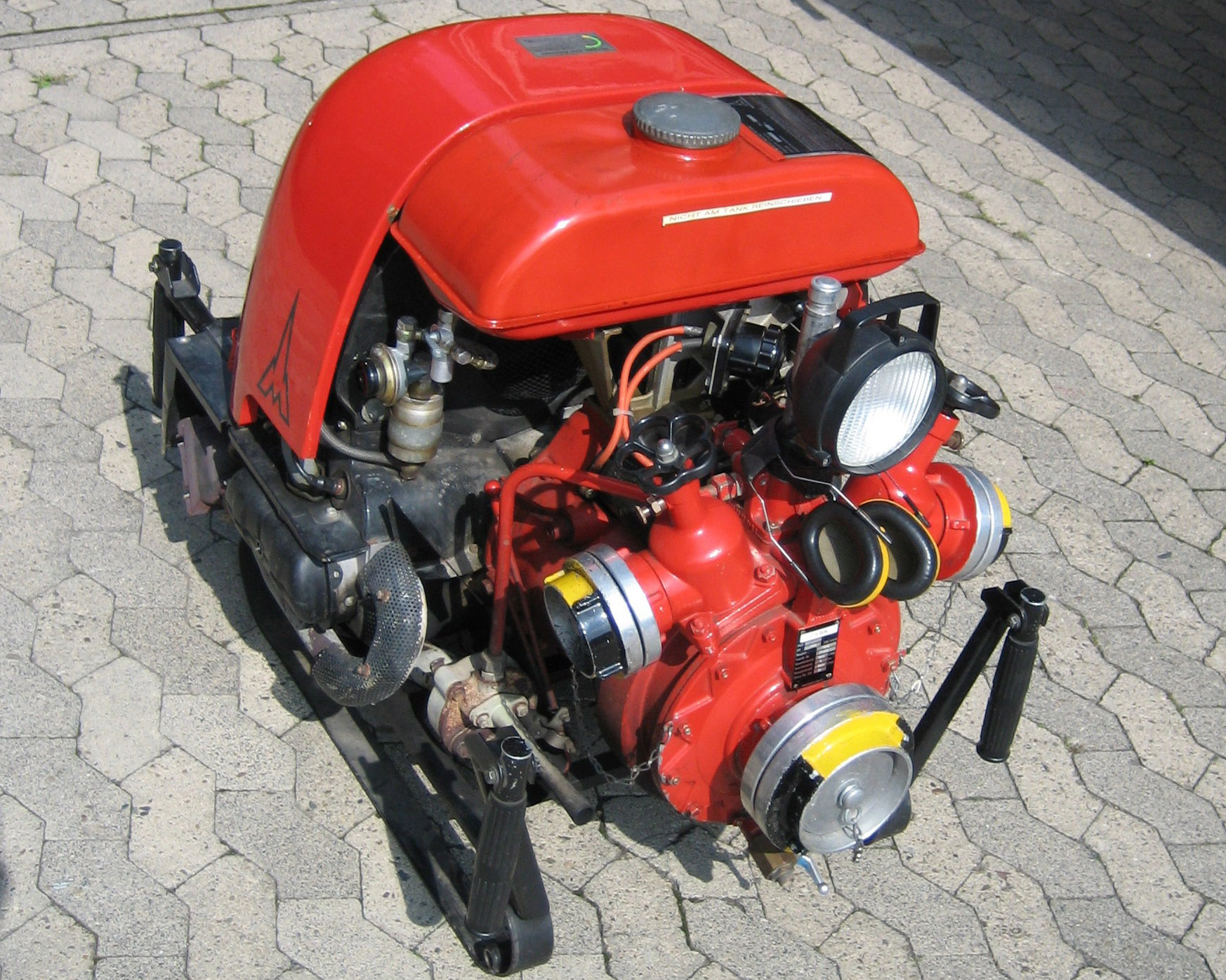
Tragkraftspritze

Eine Löschwasserförderung über lange Strecken wird bei Bränden notwendig, wenn größere Wassermengen benötigt werden, als im Einsatzgebiet vorhanden sind. Dies ist beispielsweise bei Waldbränden oder auch bei Großbränden der Fall.
Grundsätzlich funktioniert die Löschwasserförderung über lange Strecken genauso wie bei einer kürzeren Löschwasserförderung der Feuerwehr. Allerdings werden hierbei mehr Pumpen benötigt, um das Wasser durch die längere Schlauchleitung zu transportieren.

## Begrifflichkeiten
Bei der Löschwasserförderung über lange Wegstrecken werden je nach Land spezielle Begrifflichkeiten verwendet:

### Strahlrohrstrecke
Die Strahlrohrstrecke beschreibt in Deutschland den Weg von der letzten Feuerlöschpumpe vor der Einsatzstelle, der sogenannten Brandstellenkraftspritze (BKS), bis hin zur Wasserabgabestelle, also den Strahlrohren. In diesem Bereich liegt der Fokus nicht mehr auf einem Fortleiten des Wassers mit möglichst wenig Druckverlust, sondern auf der Erzeugung des notwendigen Drucks für die Versorgung der Strahlrohre.

### Förderstrecke
Die Förderstrecke beschreibt den Bereich von der Wasserentnahmestelle bis zur Brandstellenkraftspritze. Die Pumpe, mit der das Wasser entnommen wird, wird als 0KS bezeichnet. Alle weiteren Pumpen werden als Verstärkerkraftspritze (VKS) bezeichnet. Die Förderstrecke wird in Unterabschnitte gegliedert; jeder Unterabschnitt reicht von einer VKS bis zur nächsten.

## Druckänderungen

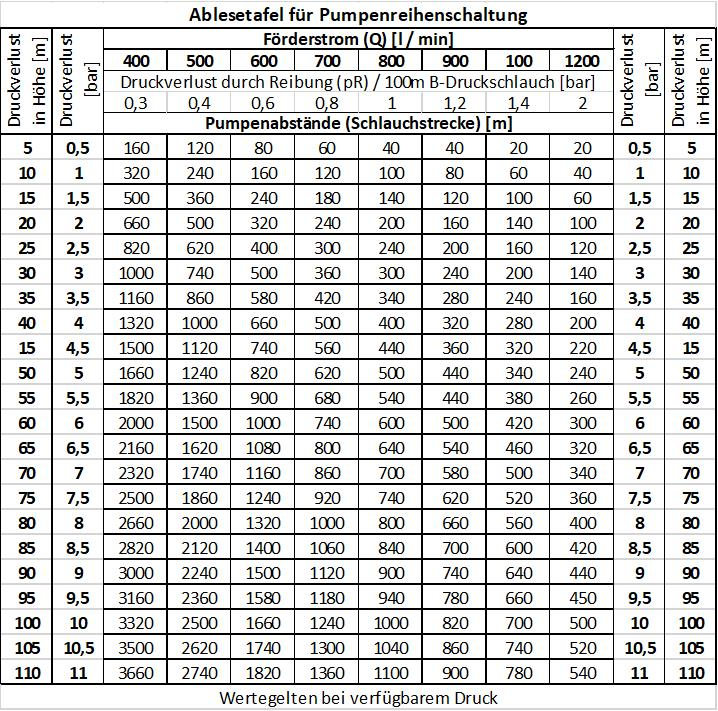
Tabelle Reibungswiderstand (nach der Hessischen Landesfeuerwehrschule)

Bei der Wasserförderung über lange Wegestrecken wirken sich 2 Faktoren besonders auf Druckverluste/ -gewinne aus. Man kann hierbei auch von Förderdruckvernichtung / -gewinne sprechen.

### Druckverluste durch Leitungslänge
Je mehr Wasser am Ende einer Schlauchleitung abgenommen wird, desto höher ist der Förderstrom (in l/min) der Schlauchleitung. Da das Wasser im Schlauch umso stärker verwirbelt wird, je schneller es fließt, entstehen durch hohe Strömungsgeschwindigkeiten größere Druckverluste. Dieser Effekt kommt ebenfalls zum Tragen, je kleiner der Querschnitt der verwendeten Leitung ist.
Solange das Wasser nicht abgegeben wird, sind diese Druckverluste nicht vorhanden. Eine plötzlich eingestellte Wasserabgabe kann daher zu extremen Druckanstiegen in der Förderstrecke führen.

### Druckveränderungen durch Höhenunterschiede
Wenn eine Förderstrecke nicht ebenerdig verläuft, führen Höhenunterschiede zu Druckveränderungen. Wenn die Leitung bergauf verläuft, verliert das Wasser 1 bar Druck je 10 Meter Höhendifferenz. Verläuft die Leitung jedoch bergab, gewinnt man 1 bar Druck. Dieser Effekt ist auch bei eingestellter Wasserförderung sichtbar.

### Bei Förderströmen
| Förderstrom [l/min] | Druckverlust (pR) pro 100 m B-Schlauch [bar] | Druckverlust (pR) pro 100 m C-Schlauch [bar] (42 mm) | Druckverlust (pR) pro 100 m C-Schlauch [bar] (52 mm) |
| ------------------- | -------------------------------------------- | ---------------------------------------------------- | ---------------------------------------------------- |
| 100                 | -                                            | 0,6                                                  | 0,2                                                  |
| 200                 | 0,1                                          | 2,3                                                  | 0,7                                                  |
| 400                 | 0,3                                          | 8,8                                                  | 2,1                                                  |
| 600                 | 0,6                                          |                                                      | 3,5                                                  |
| 800                 | 1                                            | 20                                                   | 6,5                                                  |
| 1000                | 1,4                                          | X                                                    | X                                                    |
| 1200                | 2                                            | X                                                    | X                                                    |
| 1600                | 4                                            | X                                                    | X                                                    |

### Bei Querschnitt
| Förderstrecke E = 100 m Förderstrom Q = 800 l/min | Leitung in mm | Reibungsverlust pR je 100 m |
| ------------------------------------------------- | ------------- | --------------------------- |
| C42                                               | 42            | 20 [bar]                    |
| C52                                               | 52            | 6,5 [bar]                   |
| B                                                 | 75            | 1 [bar]                     |
| A                                                 | 110           | 0,2 [bar]                   |
| F                                                 | 150           | 0,03 [bar]                  |
| Rohr                                              | 87            | 0,5 [bar]                   |
| Rohr                                              | 105           | 0,2 [bar]                   |

## Voraussetzung, Planung, Vorbereitung und Inbetriebnahme

Formelsammlung Löschwasserförderung nach der Hessischen Landesfeuerwehrschule

Es gibt verschiedene Voraussetzungen und Angaben die zum Aufbau einer „Wasserversorgung über lange Wegstrecke“ erforderlich sind – hier an zwei Beispielen bei Übungen der Hessischen Landesfeuerwehrschule:
Übung 1: geschlossene Schaltreihe mit einfacher B-Leitung Strecke 1,5 km, Höhenunterschied etwa 30 m

Übung 2: offene Schaltreihe 800 m einfache B-Leitung, anschließend 600 m mit doppelter B-Leitung, Höhenunterschied insgesamt etwa 60 m
- die Wasserförderung benötigt eine Planungszeit (im Beispiel ca. 30 min)
- die geforderte Fördermenge muss bekannt sein
- (Straßen-)Karte sollte vorhanden sein, bei Höhenunterschieden sollte eine topografische Karte vorliegen
- durch Zeit für Aufbau und die Inbetriebnahme (hier in den beiden Beispielen mindestens 1 h) steht diese „Wasserquelle“ erst spät zur Verfügung
- ausreichend Personal (hier mindestens Zugstärke 1/3/18/22)
- ausreichend Material (Schläuche und Pumpen; oft auch durch besondere Fahrzeuge wie Schlauchwagen, Gerätewagen Logistik oder LF 20 KatS gestellt)

Üblicherweise wird bei Einsatzstellen hierfür ein eigener Einsatzabschnitt gebildet und damit ein eigener Funkkanal benutzt.

## Aufbau
Um die Anzahl und die genaue Stationierung der Pumpen zu bestimmen, müssen verschiedene Faktoren berücksichtigt werden:
- Pumpenabstand: Wenn man davon ausgeht, dass eine übliche Feuerlöschkreiselpumpe einen Eingangsdruck von über 1,5 bar benötigt und einen Ausgangsdruck von etwa 8 bar im Dauerbetrieb hat, so ergibt sich eine maximale Förderhöhe pro Pumpe von etwa 65 m (10 m Höhenunterschied entsprechen 1 bar Druckdifferenz).[2]

- Druckverlust durch Schlauchlänge: Grundsätzlich ist der Druckverlust in den Schlauchleitungen zu berücksichtigen. Ein normalerweise verwendeter B-Schlauch hat bei einer Fördermenge von 800 l/min einen Druckverlust von ca. 1 bar (die Literaturangaben schwanken zwischen 1,0 und 1,3 bar[3][4][5][2]) je 100 m Länge. Auf ebener Strecke muss man daher etwa alle 600 m eine Verstärker-Pumpe einsetzen.[2] Verlegt man bei gleicher Förderleistung eine Doppel-B-Leitung, so verringert sich der Druckverlust durch Reibung auf etwa 0,3 bar für dieselbe Strecke.[3]

- Aufstellungsort: Der Aufstellungsort sollte so gewählt werden, dass die Pumpe nicht zu weit im unwegsamen Gelände getragen werden muss, sondern sie eher an einer Waldstraße platziert wird.[2]

- Pumpenleistung: Außerdem richtet sich die Fördermenge nach der Pumpenleistung der schwächsten Pumpe. Der Normwert bei üblichen Tragkraftspritzen (PFPN 10-1000) beträgt 1000 l/min. Wenn nur größere Pumpen, wie sie meist in Fahrzeugen eingebaut sind, verwendet werden, kann man auch zweisträngig pumpen, das heißt die Wasserförderung erfolgt über zwei parallele B-Leitungen, die über ein Sammelstück an der Eingangsseite der Pumpe zusammengeführt werden. Die stärkste Pumpe der gesamten Förderstrecke sollte als Wasserentnahmepumpe (0KS) eingesetzt werden, da diese die größte Leistung erbringen muss.[1]

Beispiel
Gegeben seien folgende Daten:
- 8 bar Pumpenausgangsdruck

Berechnung der Wegestrecke anhand des Beispiels mit einer Pumpe mit 8/8 und 10/10 bei Restdruck 2 bar (hier vorab herausgerechnet)

- Förderleistung durch den Schlauch 800 l/min
- Höhenunterschied nach oben von 40 m
- Eingangsdruck in die nächste Pumpe etwa 2 bar

Bei einer B-Leitung kommt man etwa 250 m weit und bei zwei B-Leitungen kommt man etwa 650 m weit.

### Reserven
Bei Ausfall eines Elementes der Förderstrecke ist die Wasserversorgung nicht mehr sichergestellt und es sollten Gegenmaßnahmen für lange Ausfallzeiten schon beim Aufbau berücksichtigt werden.
- Alle 100 m B-Schlauch ist ein extra Schlauch beizulegen und ausreichend Abschiebemöglichkeiten eingebaut werden.
- Für die Pumpen ist ebenfalls eine Reserve vor zuhalten.
- Treibstoff der entsprechenden Pumpen
- Personal zum Austausch

### Sicherheit
- Brandschutz an den Pumpen.
- Licht an der Förderstrecke bei Dunkelheit

## Varianten

### Geschlossene Schaltreihe
Die geschlossene Schaltreihe ist ein Begriff deutscher Feuerwehren. Bei dieser Variante werden mehrere Kraftspritzen sowie eine ausreichende Anzahl an Druckschläuchen benötigt, um die Wegstrecke zu überwinden. Bei der geschlossenen Schaltreihe geht die Förderleitung von Kraftspritze zu Kraftspritze, d. h., es ist an jeder weiteren Kraftspritze ein bestimmter Eingangsdruck erforderlich (ca. 1,5 bis 2,0 bar). Diese Variante ist die am häufigsten angewendete Schaltreihe, da sie einfacher zu realisieren ist als die offene Schaltreihe.

### Offene Schaltreihe
Bei der offenen Schaltreihe speisen die Pumpen sich nicht gegenseitig, sondern jeweils einen Vorratsbehälter (zum Beispiel Falttank). Von diesen Behältern saugt jede Kraftspritze für sich an, wenn dieser entsprechend aufgefüllt ist. Vorteil gegenüber der geschlossenen Schaltreihe ist, dass die Löschwasserversorgung auch für eine gewisse Zeit aufrechterhalten werden kann, wenn eine Pumpe ausfällt oder getauscht werden muss.

## Alternativen zur Wasserförderung mittels Schlauchleitungen

### Pendelverkehr

Pendelverkehr Berechnung beim TLF 16/25, TLF 16/24-Tr und StfLF 20/25

Eine Alternative zu dieser Art von Löschwasserversorgung stellt der so genannte Pendelverkehr mit Tanklöschfahrzeugen dar. In diesem Fall steht ein größeres Tanklöschfahrzeug oder ein größerer Ausgleichsbehälter als Puffer bereit, um laufend von eintreffenden Tanklöschfahrzeugen mit Wasser versorgt zu werden. Laufend pendeln eine Anzahl von Tanklöschfahrzeugen zwischen der Wasserentnahmestelle und dem Puffer hin und her. Ergänzt werden können diese insbesondere in ländlichen Gegenden durch Traktoren mit Güllefässern. Speziell in entlegenen Gebieten, wo nur einspurige Straßen hinführen, stellt das für die Einsatzleitung eine Herausforderung an die Logistik dar, um zu verhindern, dass sich die Fahrzeuge an Engstellen begegnen und damit das Pendeln verhindern. Wenn auch unter Experten die Effektivität und Praxistauglichkeit des Pendelverkehrs oft umstritten ist, da der Aufwand und die Anzahl der benötigten Fahrzeuge mit ausreichendem Wassertank u. a. abhängig von der Entfernung sehr hoch ist, bleibt es oft die einzige taugliche Möglichkeit, Löschwasser an die entsprechende Stelle zu bringen, ohne das zu löschende Objekt aufgeben zu müssen. Hinzu kommt, dass manche Tanklöschfahrzeuge nicht über Allradantrieb verfügen und viele der für den Pendelverkehr gut geeigneten großen Fahrzeuge (in Deutschland beispielsweise TLF 4000 u. ä.) aufgrund ihres Gewichts selbst mit Allradantrieb in der Praxis teilweise nur eingeschränkt geländefähig sind. Traktoren dagegen sind zwar geländetauglich, haben aber (mit Ausnahme moderner, schnelllaufender Traktoren) auf befestigten Straßen meist einen Geschwindigkeitsnachteil, sodass sich verschieden schnelle Fahrzeuge gegenseitig behindern können.

### Leistungsfähiger Pendelverkehr (USA)
In den USA gibt es zahlreiche Freiwillige Feuerwehren, die in ihrem Verantwortungsbereich über keine Hydranten verfügen. Dennoch sind einige davon in der Lage, eine Löschwasserversorgung mit dem Durchsatz eines mitteleuropäischen Hydrantennetzes zur Verfügung zu stellen. Hierbei wird eine Taktik verfolgt, die europäische Feuerwehren allenfalls abseits gut befestigter Straßen und Wege anwenden: Der Pendelverkehr hat nicht die Einsatzstelle zum Ziel. Stattdessen werden am letzten Punkt, der für Wassertanker gut erreichbar ist (möglichst in Schleifenfahrt ohne Wendemanöver), faltbare Löschwasserbehälter mit 10.000 bis 15.000 l Kapazität aufgestellt. Während sich ein „Attack Pumper“ zur eigentlichen Einsatzstelle begibt, nimmt ein weiteres Löschfahrzeug an den Falttanks Aufstellung, und versorgt die Einsatzstelle über eine Schlauchleitung. Damit eine einzige Pumpe auch für längere Versorgungsdistanzen ausreicht, kommen Schlauchtypen mit niedrigem Reibungsverlust zum Einsatz, die deutschen A- oder F-Schläuchen entsprechen. Mindestens zwei weitere Löschfahrzeuge fahren redundante Wasserentnahmestellen an und machen sich für Tankerbeladung im Stil eines Boxenstopps bereit. Der Pendelverkehr wird von Wassertankern mit 7.500 bis 14.000 l Inhalt bestritten, die für eine Schwerkraftentladung dieser Wassermenge binnen 50 – 90 s eingerichtet sind. Besonders erfolgreich ist das System „Tanker Task Force“. Rückt eine Feuerwehr zu einem Brand außerhalb des Hydrantensystems aus, alarmiert sie nicht einzelne zusätzliche Fahrzeuge, sondern eine Gruppe Wassertanker, die sich aus Fahrzeugen umliegender Gemeinden zusammensetzt. Da die Wassertanker mit jeweils einer Person besetzt sind, bindet das Verfahren nur geringe Ressourcen.
Hintergrund: Feuerversicherungsprämien hängen in den USA davon ab, in welche Klasse die lokale Feuerwehr eingestuft wird, auf einer Skala von 9 bis 1. „Class 8“ auch für die Bürger außerhalb des Hydrantenbereichs wird nur erreicht, wenn die Feuerwehr in einem zweistündigen Test 950 l/min unterbrechungsfrei fördern kann, ab der 6. Minute nach Eintreffen des ersten Fahrzeugs. Für eine noch bessere Bewertung muss der Förderstrom nach weiteren 10 min erhöht und dann auf diesem Niveau bis zur Zweistundenmarke durchgehalten werden. Weil die Bürger mit einem Teil der gesparten Versicherungsprämien eine bessere Ausstattung der Feuerwehr bequem finanzieren können, besteht für US-Feuerwehren im ländlichen Raum beträchtlicher Anreiz, eine Wassermenge von 2000 oder 3000 l/min auch im Pendelverkehr bereitstellen zu können.

## Rekorde bei der Wasserförderung über lange Strecken
Am 12. Juni 1999 stellten die Jugendfeuerwehren der oberpfälzischen Landkreis Cham, Neumarkt, Regensburg, Schwandorf und Amberg-Sulzbach den Guinness-Weltrekord Die längste wasserführende Feuerwehrschlauchstrecke der Welt auf. Die Schlauchleitung war insgesamt knapp 46 km lang und führte von Hohenfels bis zum LGS-Gelände nach Amberg. Zur Wasserförderung der ca. 200.000 l aus dem Forellenbach wurden über die Strecke verteilt 115 Tragkraftspritzen verwendet.
Einen Rekord nehmen auch die Feuerwehren im Salzkammergut für sich in Anspruch, die im Jahr 2004 mit 78 Pumpen über 25 km einen Höhenunterschied von 794 m überwanden und damit Wasser vom Attersee zum Traunsee pumpten. Sie benötigten dazu mehr als 1.200 B-Schläuche.
Ähnlich verlegten die niederösterreichischen Feuerwehren im Jahr 2013 über eine Strecke von 25,4 km von Mautern nach St. Pölten eine Schlauchleitung, über die Donauwasser nach St. Pölten gepumpt wurde.
Am 7. Oktober 2023 schlossen sich 114 Jugendfeuerwehren der Landkreise Segeberg, Ostholstein, Stormarn und Herzogtum Lauenburg sowie der Stadt Lübeck mit drei THW-Jugendgruppen aus Schleswig-Holstein zusammen, um den bisherigen Rekord zu schlagen. Dazu verlegten sie 64,3 km Schlauchmaterial entlang des Elbe-Lübeck-Kanals, beginnend in Lauenburg bis zum Dräger Forum in Lübeck, Moislinger Allee. Insgesamt wurden so 3217 B-Schläuche sowie 141 Pumpen von 1986 Jugendlichen und Betreuern verlegt und aufgestellt. Hinzu kamen noch knapp 200 weitere Kameraden und Kameradinnen, welche in übergeordneter Funktion (TEL, DLRG, THW, Kreis etc.) zur Organisation beigetragen haben. Der Rekord wird beim Rekord-Institut für Deutschland GmbH gelistet.